# Mšeno
Mšeno är en stad i Tjeckien.   Den ligger i regionen Mellersta Böhmen, i den centrala delen av landet, 40 km norr om huvudstaden Prag. Mšeno ligger 359 meter över havet och antalet invånare är 1 417.
Terrängen runt Mšeno är huvudsakligen platt. Mšeno ligger uppe på en höjd.Runt Mšeno är det ganska glesbefolkat, med 38 invånare per kvadratkilometer. Närmaste större samhälle är Mladá Boleslav, 19,4 km öster om Mšeno. Trakten runt Mšeno består till största delen av jordbruksmark.